# Смолинская пещера
Смолинская пещера — пещера в Свердловской области. Геоморфологический и зоологический памятник природы областного значения. Пещера образовалась в результате карстовых процессов в известняках и представляет собой систему гротов и коридоров различной ориентации.
Изучение ведётся с конца 1890-х годов. По состоянию на 2015 год общая протяжённость изученных ходов пещеры составляла около 890 метров.

## Местоположение
Расположена в южной части Свердловской области в Каменском городском округе на правом берегу реки Исеть в двух километрах ниже по течению от деревни Бекленищева. Пещера находится в правом борту сухого лога, выходящего к Исети, в 150 метрах от берега. Весенние воды поглощаются понорами в дне лога. В левом его борту, напротив входа в пещеру, в тальвеге также имеется поглощающий понор на дне карстовой воронки. Относится к Сухоложско-Каменскому карстовому району.
Добраться до пещеры можно на автомобиле, ближайшая крупная автомагистраль — трасса Р354. От неё есть два съезда в сторону пещеры: первый — через автомобильный мост через Исеть, он находится между посёлком Горный и деревней Бекленищева, второй — по Рыбниковскому тракту.

## Описание

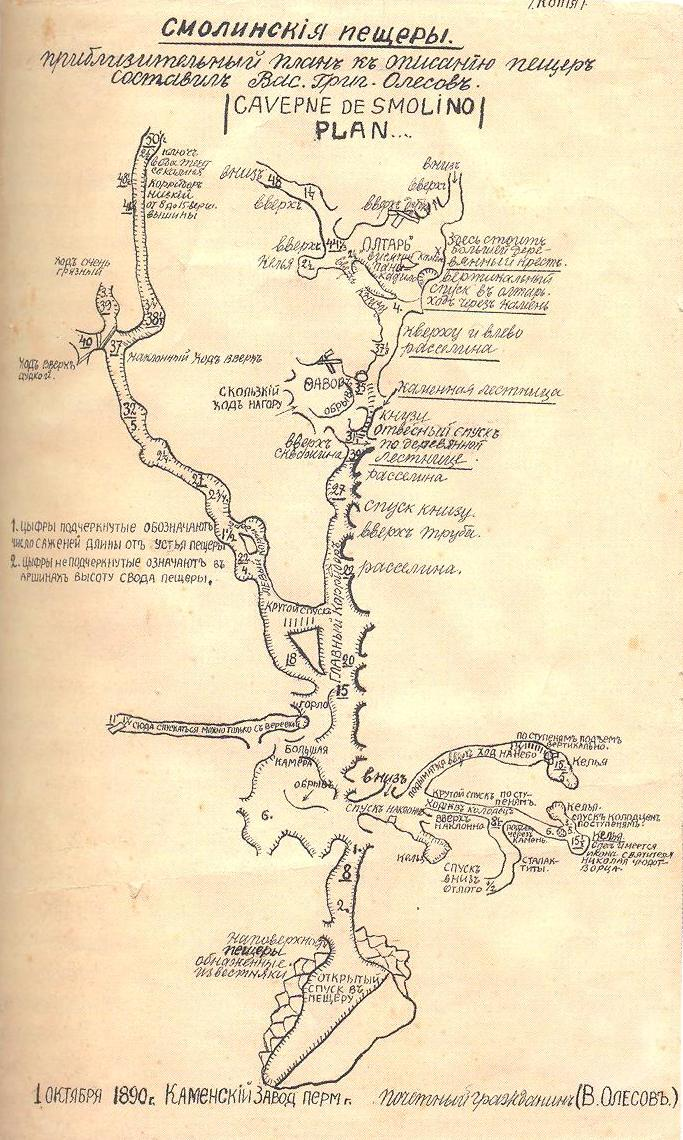
Первый план пещеры, В. Г. Олесов; 1890 год

### Пещера
Впервые описание и картирование пещеры было опубликовано в 1895 году в «Записках УОЛЕ» — том XV, выпуск 1. Работу провёл уральский краевед Василий Григорьевич Олесов, посещавший пещеру в 1852, 1858 и 1890 годах. Однако, созданный им план имел ряд неточностей, а также не имел вертикальной проекции. Повторная съёмка состоялась в 1962 году Свердловской спелеосекцией Уральского педагогического университета. Первоначальный план был уточнён и расширен.
В окрестностях пещеры в известняках имеется ряд «ложных входов». Вход в саму пещеру расположен по правому борту лога на высоте 12 метров от уровня дна. На этом уровне образована небольшая площадка, прикрытая сверху и по бокам известняком. В углублении находится вертикальная трещина, которая и является входом в пещеру. Входной лаз узкий, но через несколько метров расширяется и позволяет стоять в полный рост. В десяти метрах от входа по правой стороне находится низкая щель. Она ведёт в южную часть пещеры — разветвлённую полость с ярко выраженными тремя этажами. Эта часть пещеры суше и теплее остальной части на 1,5—2°. В 25-ти метрах от входа расположен грот «Большая келья» размером 25х7 метров и высотой до 3—4 метров.
От грота «Большая келья» в северном направлении (влево) идут два ответвления. Первый ход носит название «Дорога в ад» и представляет собой узкую горизонтальную трубу. При движении по этому ходу его наклон постепенно увеличивается и достигает 45° вниз. Ход переходит в узкую трубу диаметром до метра. Стены трубы гладкие и чистые. Такая форма обусловлена весенними паводками, которые полируют ход. Труба заканчивается завалом из глины и щебня. От средней части трубы отходит ответвление в горизонтальный ход. Это пространство в межпластовой трещине заканчивается небольшим гротом, на дне которого также имеются отложения глины.
В северо-восточном на правлении от «Большой кельи» находится «Левый ход», его протяжённость достигает 45 метров. В восточном направлении (прямо) от «Большой кельи» идёт «Центральный коридор», который ведёт в грот «Фавор». Это второй по величине грот пещеры. В поперечнике достигает 10 метров. Далее в этом направлении расположен грот «Алтарь». Он представляет собой зал с округлым периметром и куполообразным сводом. Далее, на запад ведёт глинистый колодец. Он постепенно сужается и становится непроходим. Перепад высоты по отношению к уровню входа достигает 32 метров.
Бо́льшая часть пещеры сухая, лишь в её северо-восточной части есть небольшой ключ. В нескольких местах отмечается капель. Пол пещеры покрыт глиной. Температура воздуха всегда постоянна (4—5,5°).
В пещере сохранились следы обустройства людьми: в некоторых местах выточены ступени, установлены подпорки из каменной кладки. Есть свидетельства, что в 1890-х годах пещера была оборудована монахами. В пользу этого говорят названия гротов. От первого отчёта Олесова и до наших дней пещера сохранилась без особых изменений. Нет подтверждения открытому соединению с поверхностью в конце «Центрального коридора», о котором писал Олесов в своём отчёте.

### Упоминания
В 1889 году Войтехов С. так описывал в газете «Екатеринбургская неделя» своё путешествие в Смолинскую пещеру:
|                                     | Верхняя часть одной из комнат напоминала церковные своды. Слева — узенькое отверстие вело в келью, сделанную искусственно… Саженях в 5-10 от входа мы встретили большую комнату, называвшуюся «Алтарем»; здесь стоял деревянный крест, а на стенах выдолблено углубление эллиптической формы, а в нём крест, с расходящимися от него лучами. Высота алтаря была довольно велика; саженях в трех от пола мы рассмотрели отверстие в стене. Этот ход называется «На небо» |
| «Екатеринбургская неделя», 1889 год | |

Пещера фигурирует в местном фольклоре — «Сказе о Буркане и Смолинской пещере».
Фауна
До середины XX века в пещере обитала самая крупная в Европе колония летучих мышей (водяная ночница) — главная достопримечательность Смолинской пещеры. В. Г. Олесов отмечал, что на зимовку оставались десятки тысяч животных. С середины XX века положение изменилось: значительный рост посетителей пещеры привёл к уменьшению популяции. По данным В. Н. Большакова, только с конца 1960 года по апрель 1961 года количество зимующих особей сократилось почти в шесть раз. Студенты Уральского горного института, посетившие зимой 1974 года пещеру, насчитали в ней всего 15 животных. Основной причиной сокращения популяции считаются туристы, которые будят или забирают с собой животных.

### Окрестности
Распоряжением архиепископа Екатеринбургского и Верхотурского Викентия и по инициативе клирика Преображенского Каменск-Уральского мужского монастыря иерея Алексия Носкова 20 августа 2004 года у пещеры был воздвигнут Поклонный крест. Деревянный крест высотой 2,5 метра специально изготовили в мастерской храма во имя Архистратига Михаила села Маминское.

## Туризм
Пещера является популярным местом для туристов. Посещение не требует специальной подготовки и оборудования. В спортивном отношении проста и доступна для неподготовленных групп при соблюдении ими элементарных требований техники безопасности. При спуске на дно «Дороги в ад» используют веревку. Близость населённых пунктов и развитая инфраструктура позволяют добраться до пещеры как на общественном, так и на частном транспорте.

## Галерея

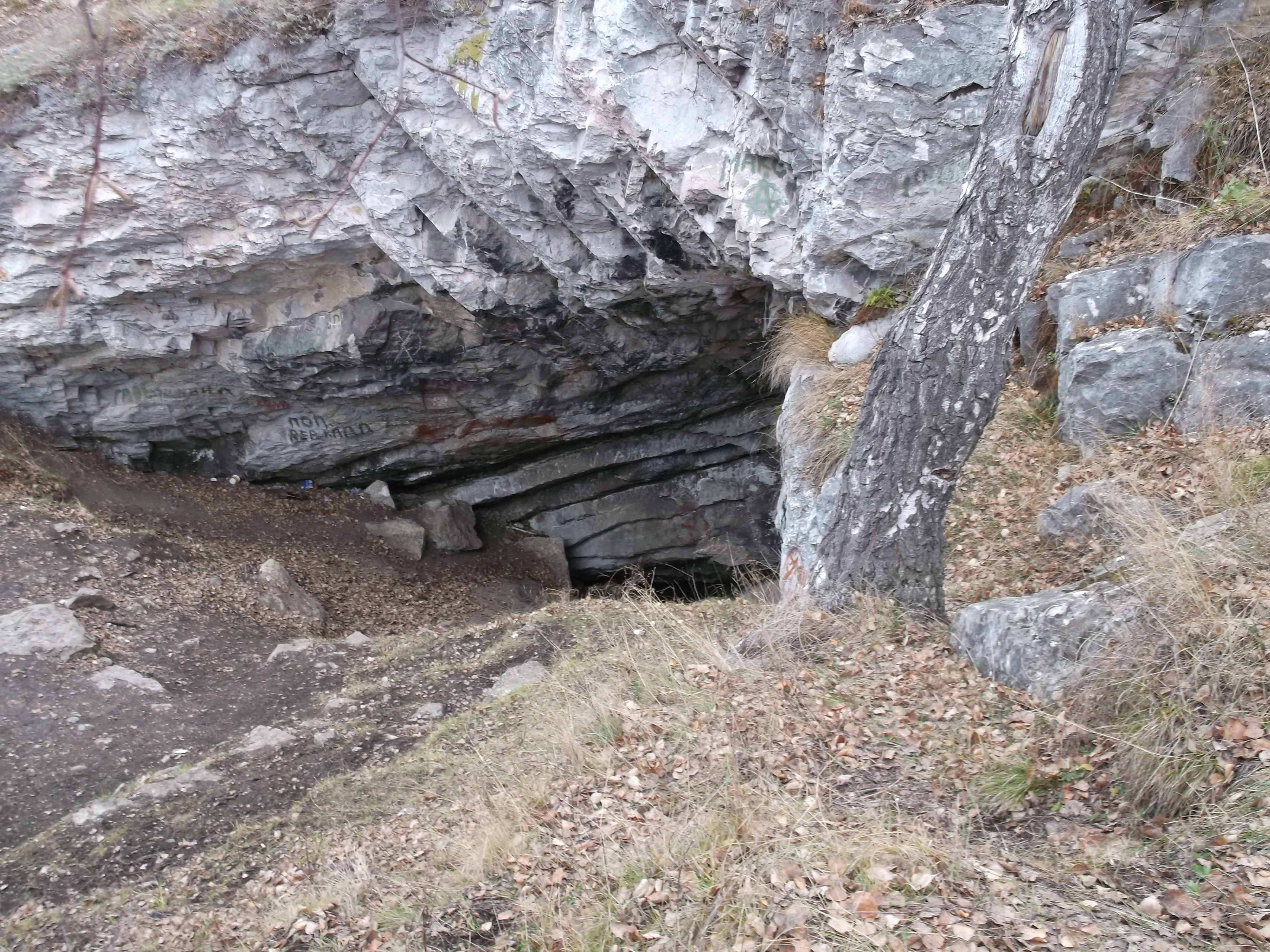
Вход, окружённый известняком
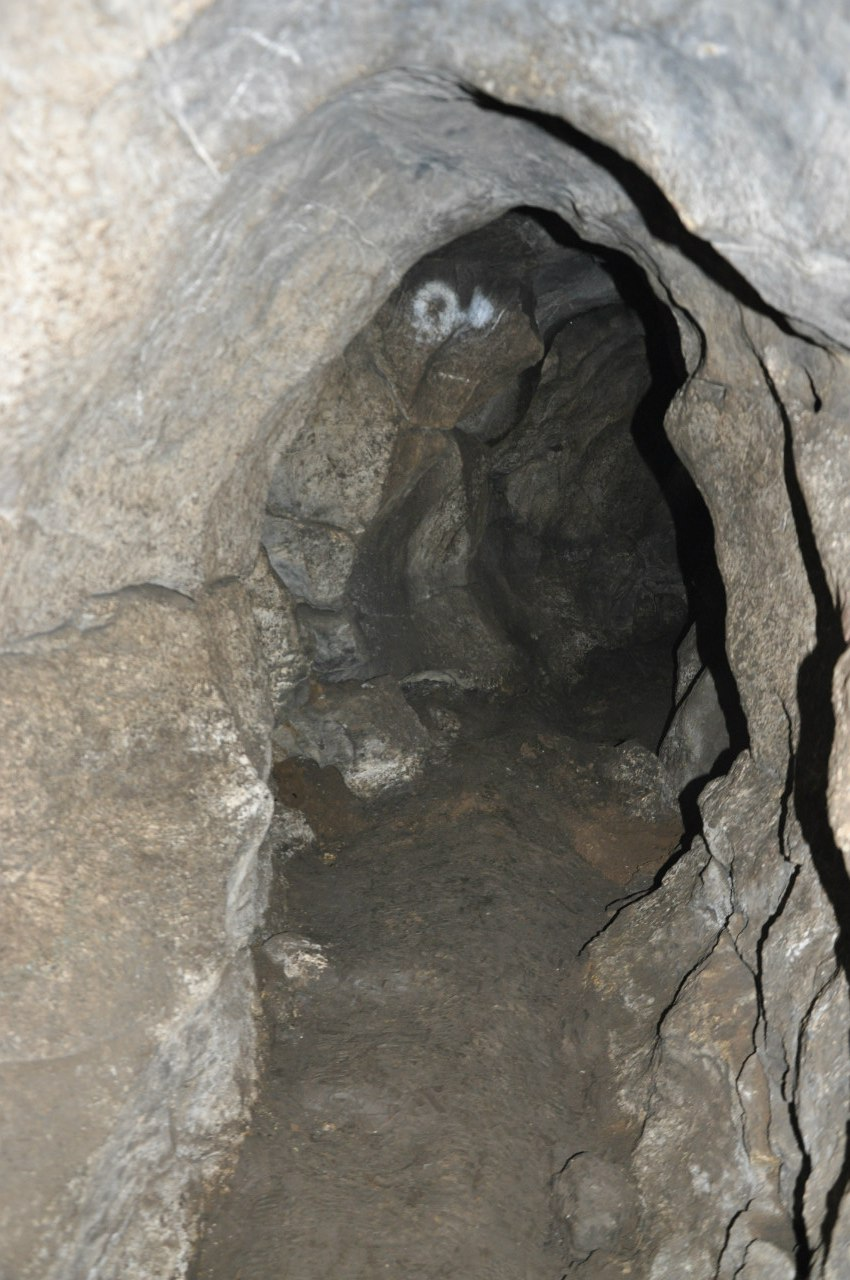
Один из ходов; 2015 год
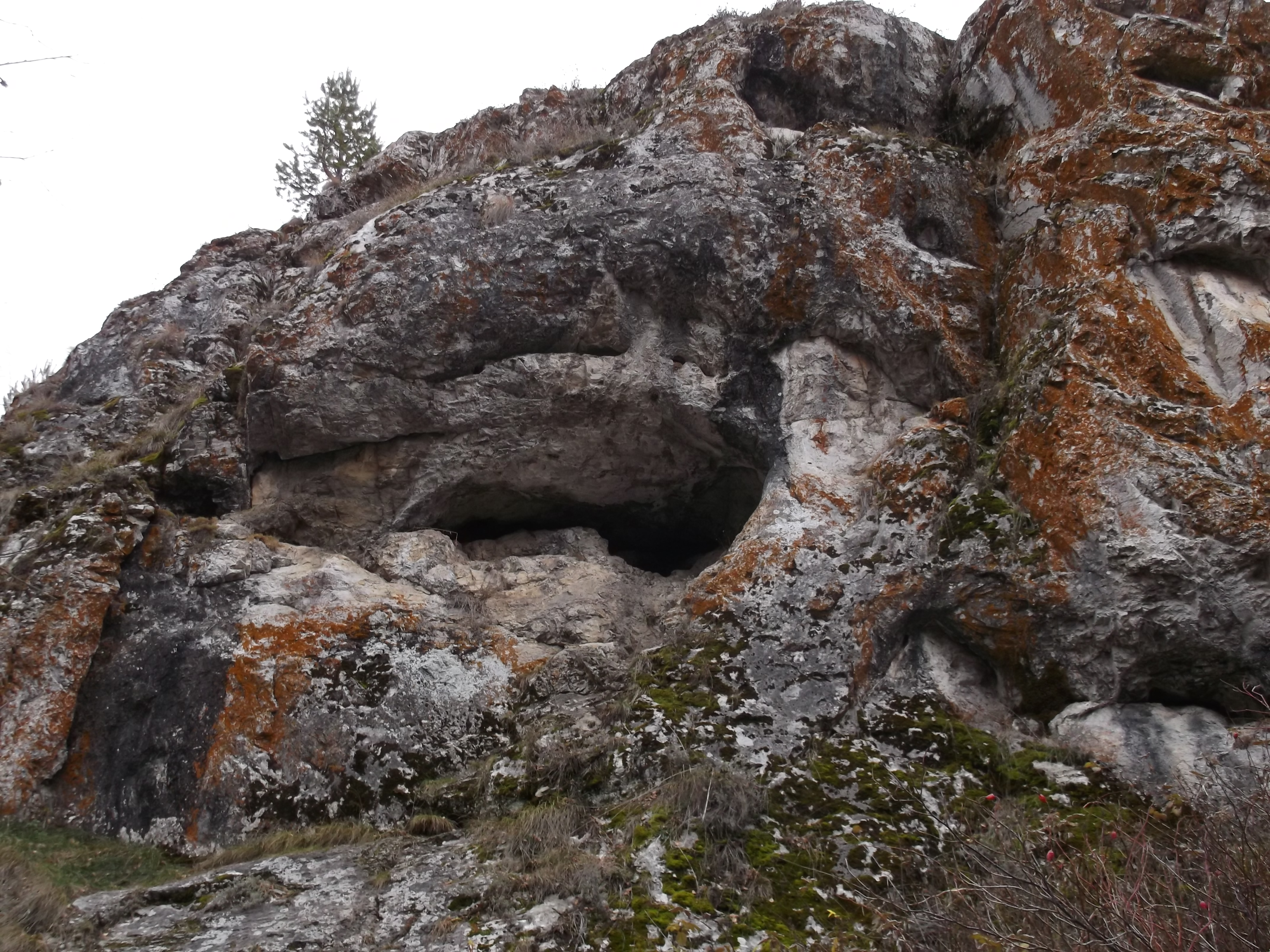
Один из ложных входов в известняках
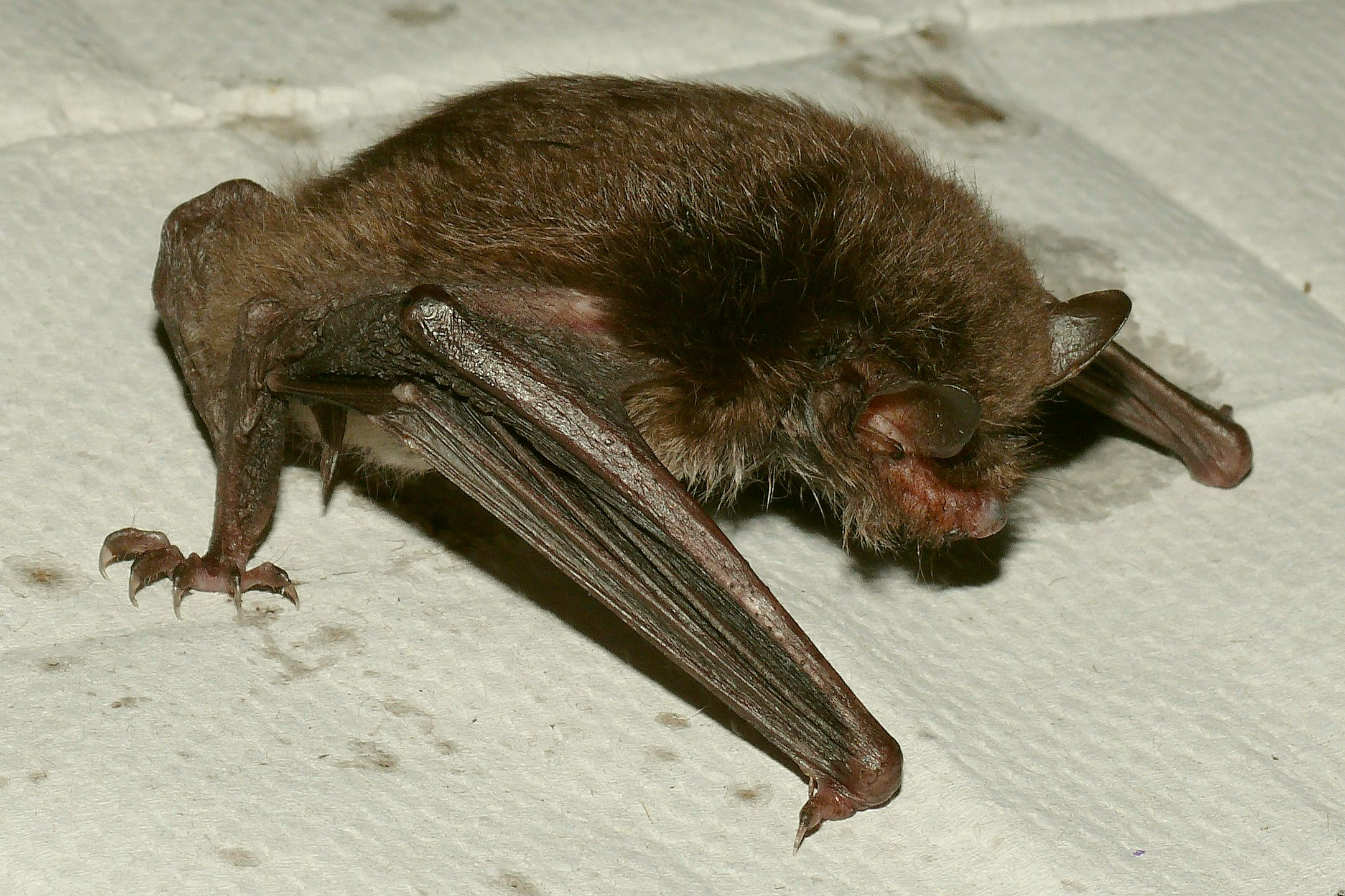
Водяная ночница (лат. Myotis daubentonii)